# Діджендранат Тагор
Діджендранат Тагор (*দ্বিজেন্দ্রনাথ ঠাকুর, 11 березня 1840 —19 січня 1926) — індійський поет, філософ, композитор, перекладач, стенограф, математик, музикознавець.

## Життєпис
Походив з відомої просвітницької та культурної бенгальської родини Тагорів. Був старшим сином Дебендраната Тагора, що став центральною фігурою у суспільстві брахманів після смерті відомого просвітника Рам Мохан Рая. Спочатку отримав домашню освіту. Потім навчався у коледжі св. Павла та Індуїстському коледжі г. Калькути. В подальшому не брав активної участь у політичній або суспільній боротьбі. Більше займався літературою, музикою та філософією.
У 1884 році став редагувати газету Пошук істини («Татвабодхіні Патрика»), а потім газети «Хітабаді». В них друкував твори бенгальських авторів, займався просвітницькою діяльністю.
У 1897 році обирається головою літературного товариства «Банг'я Сахитья Паришад», де залишався до 1900 року. В 1906 році переїздить до бенгальського міста Шанкінікетан, де співпрацює з газетою «Шанкінікетан» (пише для неї гумористичні вірші).
Помер у Шанкінікетані 19 січня 1926 року.

## Творчість
Тривалий час працював над п'єсою «Подорож уві сні» («Швапнапраян»), яку завершив у 1875 році. Головним сюжетом є подорож молодого чолвіка різними місцями,. під час мандрівники описуються місцини, висловлюються думки автора щодо суспільства та навколишнім традицій. Ця п'єса свого часу була доволі популярною й спричинила вплив на тогочасних поетів.
Займався також перекладами мовою бенгалі. Першою значною такою працею став у 1860 році переклад «Хмари-вісника», п'єси Калідаси.
Діджендранат Тагор став піонером у царині стенографії, робив спроби за її допомогою передати свої вірші.
У 1870-х роках був секретарем музичного товариства «Гінду Мела». Тагор також є автором численних патріотичних та релігійних пісень.
У 1913 році написав книгу «Boxometry» щодо будівництво коробки. Тут також виклав різні форми та засоби складання з паперу різних коробок.

## Філософія
Захоплювався філософією Бгаґавад-Ґіти. спілкувався з товариством Бідваджан—Самаган. У 1866–1868 роках видав 3 тома своєї філософської праці «Знання принципів» («Татвабід'я»). У 1896 році —опублікував «Критику Адвайти-філософії» («Адвайта Матер Шамалочана»), у 1899 році — «Книгу про протиріччя арійської релігії і буддизму» («Ар'ядхарма О Буддх'я Дхармер Гат-Протіґат»).